# DVD+RW Alliance
Il DVD+RW Alliance (lett. "Alleanza DVD+RW") è un gruppo di produttori hardware elettronico, archiviazione ottica e software che hanno creato e promosso un formato standard di registrazione e riscrittura dei DVD conosciuto come il formato plus (più).
I formati sono 3: DVD+R (uscito nel 2004), DVD+RW (uscito nel 2004) e DVD+R DL (uscito nel 2005).

## Membri fondatori
- Dell
- Hewlett-Packard
- Mitsubishi Chemical
- Philips
- Ricoh
- Sony
- Technicolor (RCA)
- Yamaha Corporation

## Formati rivali
I formati rivali sono: DVD-R, DVD-RW e DVD-RAM promossi dal DVD Forum.